# Tasa de información comprometida
En una red Frame Relay, Committed Information Rate (CIR), cuya traducción al español sería Tasa de información comprometida, es el ancho de banda para un circuito virtual garantizado por un proveedor de servicios de internet para trabajar en condiciones normales. La velocidad de información concertada (CDR del inglés Committed data rate) es la porción de carga útil del CIR.
En cualquier momento dado, el ancho de banda disponible no debería caer por debajo de esta cifra comprometida. El ancho de banda generalmente se expresa en kilobits por segundo (kbit/s).
Sobre el CIR, a menudo se proporciona una tolerancia de ancho de banda cuantificable, cuyo valor se puede expresar en términos de velocidad adicional, conocida como excess information rate (EIR), o como su valor absoluto, peak information rate (PIR). El proveedor garantiza que la conexión siempre será compatible con la tasa CIR y, a veces, la tasa EIR siempre que haya un ancho de banda adecuado. El PIR, es decir, el CIR más EIR, es igual o menor que la velocidad del puerto de acceso a la red. Las portadoras Frame Relay definen y empaquetan las CIR de forma diferente, y las CIR se ajustan con experiencia.